# Шпревальдские огурцы
Шпревальдские огурцы (нем. Spreewälder Gurken) — маринованные и солёные огурцы, выращенные в местности Шпревальд в федеральной земле Бранденбург (Германия). С 18 марта 1999 года — защищённое географическое указание.

## Описание
Шпревальдские огурцы являются одним из наиболее известных защищённых географических указаний Германии. Особенный вкус им придают условия выращивания (местные почва, вода, микроклимат) и набор специй, среди которых хрен, лук, укроп и другие травы.
До 30 % огурцов, приготавливаемых в Шпревальде и получающих название шпревальдских, может быть импортировано из других регионов Германии, а также и из других стран, включая Польшу и Испанию.
На 2006 год половина проданных в Германии маринованных огурцов были произведены в Шпревальде. Здесь работает 10 производителей (3 из которых занимают 80 % рынка шпревальдских огурцов), которые покупают огурцы у 13 местных фермеров.

## История
В отношении появления огурцов в Шпревальде имеются две основные версии. Согласно первой, лужицкой, результаты раскопок древнеславянского поселения в Торнове под Калау свидетельствуют о том, что огурцы появились в Шпревальде вместе с гуннами и татарами. Тем не менее, остаётся недоказанным, что проживавшие на местных болотах лужичане занимались консервированием огурцов, хотя у них было для этого всё необходимое: хорошая вода, соль, лук, хрен, укроп, горчица, чеснок, виноградные и вишнёвые листья. Поэтому большинство исследователей считают, что огурцы прибыли в эту местность вместе с голландскими переселенцами из Саксонии в конце XVII века. В 1580 году граф Иоахим II фон дер Шуленбург пригласил голландских ткачей переехать в Люббенау, в то время саксонский город.
Когда голландцы поняли, что ткацкое дело не приносит в Люббенау достаточной прибыли, они переориентировались на хорошо известное на их прежней родине огурцеводство, для которого отлично подходили местные болотистые торфяно-песочные почвы, и вскоре достигли в этом деле выдающихся результатов. В начале XVIII века люббенауские голландцы регулярно отправляли загруженные своими огурцами лодки в Берлин, где эта продукция пользовалась большим спросом и популярностью. Недовольным оставался только экономный король Фридрих Вильгельм I, наблюдавший, как доходы от продажи огурцов утекают в соседнюю Саксонию. Он переманил к себе в прусский Нижний Шпревальд тридцать люббенауских семей выращивать огурцы и осваивать местные земли, что повлекло даже «огуречный кризис» — дипломатический скандал с Августом Сильным.
Ко второй половине XVIII века шпревальдские огурчики уже часто присутствовали в меню короля Фридриха II. Высоко ценил их и писатель-культуролог Карл Фридрих фон Румор, зафиксировавший рецепт их приготовления. Немецкий писатель Теодор Фонтане в своей книге 1862 года «Странствия по марке Бранденбург» писал: «Прекрасным центром торговли шпревальдскими продуктами является Люббенау, отсюда они распространяются по миру. И среди этих продуктов на вершине находятся огурцы. В один из прошлых годов один продавец продал за неделю 800 шоков». В XX веке шпревальдские огурцы пережили ряд взлётов и падений, их новая волна популярности поднялась после объединения Германии на фоне развития местной туристической инфраструктуры.
26 января 1994 года правительство Германии ограничило территорию, на которой могут производиться огурцы с таким названием, ледниковой долиной реки Шпрее между северным краем города Котбуса, Нойендорфским озером и севером города Люббена. При этом из всей этой территории выращивание огурцов ведётся на площади всего в 600 га.
18 марта 1999 года постановлением Европейской комиссии № 590/1999 шпревальдские огурцы стали защищённым географическим указанием в ЕС.
Объёмы сбора огурцов в Шпревальде: 40 000 тонн (2005 год); 35 000 тонн (2015 год); 29 000 тонн (2016 год).

## Влияние на культуру

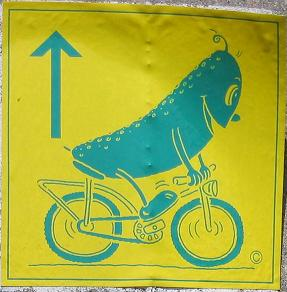
Символ веломаршрута «Gurkenradweg»

Как культовый продукт шпревальдские огурцы показаны в фильме «Гуд бай, Ленин!».
Велосипедный маршрут по Шпревальду длиной 260 км называется «Gurkenradweg» (в переводе с нем. — «Огуречный веломаршрут»).